# Test de restriction hydrique
Le test de restriction hydrique ou test de privation hydrique est une technique médicale réalisée en cas de suspicion d'un diabète insipide, afin de déterminer s'il s'agit d'un diabète d'origine centrale, néphrogénique ou alors de potomanie. Son principe repose sur la capacité de l'organisme soumis à une déshydratation à concentrer ses urines sous l'effet de la vasopressine.

## Histoire
Le premier protocole standardisé est présenté par Miller et ses collègues en 1970.

## Méthode
Chez l'humain, le test de restriction hydrique se fait sous surveillance à l'hôpital ou dans une clinique. Chez le chien et le chat, la phase de restriction hydrique peut avoir lieu en clinique vétérinaire ou chez le propriétaire, avec un suivi quotidien de l'hydratation de l'animal et de sa densité urinaire, à l'aide d'un réfractomètre. La restriction hydrique est progressive, sur plusieurs jours, avant d'être totale. Une administration d'ADH (vasopressine) est ensuite réalisée, puis toutes les demi-heures ou toutes les heures, une vidange de la vessie est réalisée avec une sonde urinaire, l'hydratation de l'animal est évaluée et l'urémie est dosée.
Le réhydratation se fait progressivement, sur plusieurs heures et sous surveillance, afin de vérifier l'état de l'animal et éviter une hyperhydratration.
La privation hydrique est interrompue si la densité urinaire est supérieure à 1030, si l'animal présente une déshydratation supérieure à 5 % ou s'il est dans un état de déshydratation grave.

## Interprétation
Chez le chien et le chat, une densité urinaire inférieure à 1 006 avant, pendant et après le test indique un diabète insipide néphrogénique. Si la densité urinaire devient supérieure à 1 010 après l'administration de l'ADH, cela indique un diabète central total.

## Contre-indications
La déshydratation et la présence d'une affection rénale sont des contre-indications chez le chien et le chat.